# Kim On-a
Kim On-a (6 de setembro de 1988) é uma handebolista sul-coreana. medalhista olímpica.
Kim On-a fez parte da geração medalha de bronze em Pequim 2008, e quarto lugar em Londres 2012.